# Wally Harris (hokejski sodnik)
Wally Harris, kanadski hokejski sodnik, * 23. november 1935, Montreal, Quebec, Kanada, † 18. april 2024. 
Harris je deloval kot sodnik v ligi NHL. Sodniškemu osebju lige se je pridružil leta 1966, s sojenjem je prenehal 17 let pozneje. Od 1983 do 1986 je opravljal funkcijo direktorja sojenja v ligi. Leta 1987 je postal nadzornik sodnikov, mesto je držal do upokojitve leta 2002. 